# Giorgio Lazzari
Giorgio Lazzari (1564–1615) foi um prelado católico romano que serviu como bispo de Minori (1604–1615).

## Biografia
Giorgio Lazzari nasceu em Tarvisan em 1564 e foi ordenado sacerdote na Ordem dos Pregadores. No dia 19 de julho de 1604, foi nomeado bispo de Minori durante o papado de Clemente VIII. A 8 de agosto de 1604, foi consagrado bispo por Girolamo Bernerio, cardeal-bispo de Albano, tendo Agostino Quinzio, bispo de Korčula, e Diodato Gentile, bispo de Caserta, servindo como co-consagradores. Serviu como bispo de Minori até à sua morte em 1615.